# District de Rajanpur
Le district de Rajanpur est une subdivision administrative du sud de la province du Pendjab au Pakistan. Constitué autour de sa capitale, Rajanpur, la plus importante ville du district est pourtant Jampur. Le district est entouré par le district de Dera Ghazi Khan à l'ouest et nord, le district de Muzaffargarh à l'est, et enfin le district de Rahim Yar Khan au sud.
Situé dans le sud rural et agricole de la province, le district est l'un des moins développés du pays. La population de près de deux millions d'habitants constitue un fief conservateur majoritairement acquis à la Ligue musulmane.

## Histoire
Le district doit son nom à sa capitale Rajanpur, ville qui aurait été fondée par Makhdoom Sheikh Rajan Shah en 1772-1773.
À l'époque de la partition des Indes en 1947, la région connait des mouvements de populations, les minorités hindoues et sikhs émigrant en Inde, tandis que des musulmans faisaient le trajet inverse. La population majoritairement musulmane soutenait largement la création du Pakistan et donc la Ligue musulmane.

## Économie
L'économie locale repose en grande partie sur l'agriculture, alors que la vaste majorité de la population vit en milieu rural. Vu le climat relativement sec de la région en dehors des moussons, les cultures reposent grandement sur un vaste système d'irrigation mis en place à l'époque de la domination britannique, grâce à des canaux qui dérivent l'eau des différentes rivières de la région. Le district produit du coton, de la canne à sucre, du riz, du blé et du tabac, notamment.

## Démographie
Lors du recensement de 1998, la population du district a été évaluée à 1 103 618 personnes, dont environ 15 % d'urbains. Le nombre moyen de personnes par foyer est de 7,3. Le taux d'alphabétisation était de 21 % environ, dont 29 pour les hommes et 11 pour les femmes.
Le recensement suivant mené en 2017 pointe une population de 1 995 958 habitants, soit une croissance annuelle de 3,16 %, largement supérieure aux moyennes provinciale et nationale de 2,13 % et 2,4 % respectivement. L'urbanisation monte un peu, à 17 %.
La langue la plus parlée du district est le pendjabi dans ses différents dialectes, dont le plus important est ici le Derawali, originaire du district de Dera Ghazi Khan voisin. On trouve aussi une assez importante minorité parlant baloutche, ainsi qu'une petite minorité parlant sindhi. 96 % de la population est Musulmane. Les Hindous sont 2,5 % (1998), et les Chrétiens environ 1 % (1998), le reste est surtout composé de Sikhs.

## Administration

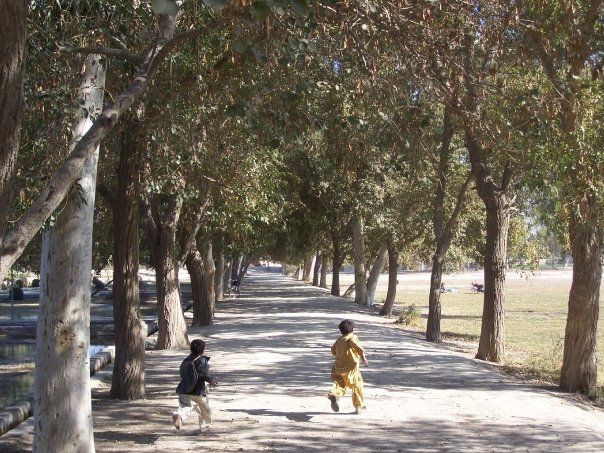
Parc près de Jampur.

Le district est divisé en trois tehsils, Jampur, Rajanpur et Rojhan, et 44 Union Councils. Seules cinq villes dépassent les 20 000 habitants, et la plus importante est la capitale Rajanpur, bien que Jampur soit presque aussi importante.
Il a été décidé que la capitale serait Rajanpur bien qu'elle n'était alors pas la ville la plus importante, parce qu'elle se situe plus loin de la rivière Panjnad, mettant ainsi à l’abri les quartiers administratifs des fréquentes inondations.
| Ville     | Population (rec. 2017) |
| --------- | ---------------------- |
| Rajanpur  | 99 089                 |
| Jampur    | 87 858                 |
| Fazilpur  | 76 769                 |
| Mithankot | 36 748                 |
| Dajal     | 22 244                 |

## Politique
De 2002 à 2018, le district est représenté par les quatre circonscriptions no 247 à 250 à l'Assemblée provinciale du Pendjab. Lors des élections législatives de 2008, elles sont remportées par deux candidats de la Ligue musulmane du Pakistan (N), un du Parti du peuple pakistanais (PPP) et un indépendant, et durant les élections législatives de 2013 elles ont été remportées par trois candidats de la Ligue musulmane du Pakistan (N) et un indépendant. Shahbaz Sharif a été élu dans la première circonscription, l'une des trois de la province où il s'est présenté simultanément cette année. À l'Assemblée nationale, il est représenté par les deux circonscriptions no 174 et 175. Lors des élections de 2008, elles ont été remportées respectivement par un candidat de la Ligue (Q) et un du PPP, et durant les législatives de 2013 elles sont toutes remportées par des candidats de la Ligue (N).
Avec le redécoupage électoral de 2018, Rajanpur est représenté par les trois circonscriptions no 193 à 195 à l'Assemblée nationale et par les cinq circonscriptions no 293 à 297 à l'Assemblée provinciale. Lors des élections de 2018, elles sont remportées par huit candidats du Mouvement du Pakistan pour la justice.
| Parti                                        | Voix (national) | %       | Élus nationaux | Élus provinciaux |
| -------------------------------------------- | --------------- | ------- | -------------- | ---------------- |
| Mouvement du Pakistan pour la justice        | 245 026         | 48,17 % | 3              | 5                |
| Ligue musulmane du Pakistan (N)              | 69 113          | 13,59 % | 0              | 0                |
| Parti du peuple pakistanais                  | 38 884          | 7,64 %  | 0              | 0                |
| Autres partis                                | 4 822           | 0,95 %  | 0              | 0                |
| Indépendants                                 | 150 784         | 29,65 % | 0              | 0                |
| Total exprimés (participation : 60,44 %)     | 508 629         | 100 %   | 3              | 5                |
| Source : Commission électorale du Pakistan,. |                 |         |                |                  |